# L3 (Betriebssystem)
L3 ist ein Multitasking-Mehrbenutzer-Betriebssystem für die 32-Bit-x86-Architektur (IA-32). Es basiert auf einem Mikrokernel und ist objektorientiert aufgebaut: Anwendungen laufen in separaten Umgebungen, genannt Tasks. Das L3-System läuft im Protected Mode von i386- und i486-Prozessoren und ist kompatibel mit ISA-, EISA- und Micro-Channel-Systemen. Entworfen wurde es als „very lean and features fast, message-based, synchronous IPC, simple-to-use external paging mechanisms and a security mechanism based on secure domains (tasks, clans and chiefs)“.
Neben für das L3-System geschriebenen Programmen kann das Betriebssystem auch einen Großteil von für MS-DOS geschriebene Programme ausführen. Der dafür genutzte MS-DOS-Emulator heißt L3DOS und bietet per V-LAN auch ein virtuelles Netzwerk für DOS-Programme, die netzwerkfähig sind.
L3 ist der Vorgänger von L4, einem Mikrokern mit ähnlichem Konzept. Das System wurde als vollständiges, nicht-grafisches Betriebssystem von Jochen Liedtke und seinem Team am GMD-Forschungszentrum Informationstechnik entwickelt. Geschrieben ist es fast vollständig in der strukturierten Programmiersprache ELAN. Ausnahmen hiervon bilden der Systemkern sowie einige Hardwaretreiber in Assembler und CDL2. Es war von 1992 bis 2015 bei TÜV Süd im Einsatz.